# Hiëronymus Emiliani

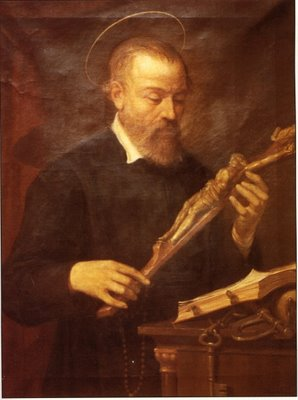
Portret van Hiëronymus Emiliani (door Daniele Crespi, 1620)

Hiëronymus Emiliani (Venetië, 1481 - Somasca, 8 februari 1537) is een Italiaanse rooms-katholieke heilige. 

## Leven
Emiliani was de zoon van Angelo Emiliani (ook wel Miani genoemd) en Eleonore Morosini. Hij stichtte in 1532 de Orde van de reguliere Paters van Somasca. In 1769 werd hij door paus Clemens VIII heilig verklaard. Hij is patroonheilige van de wezen en van de stichters van scholen en weeshuizen.

## Verering
Zijn feestdag is op 8 februari.